# 橋頭圍
橋頭圍（英語：Kiu Tau Wai）是一條位於香港元朗區屏山的圍村。

## 行政區劃

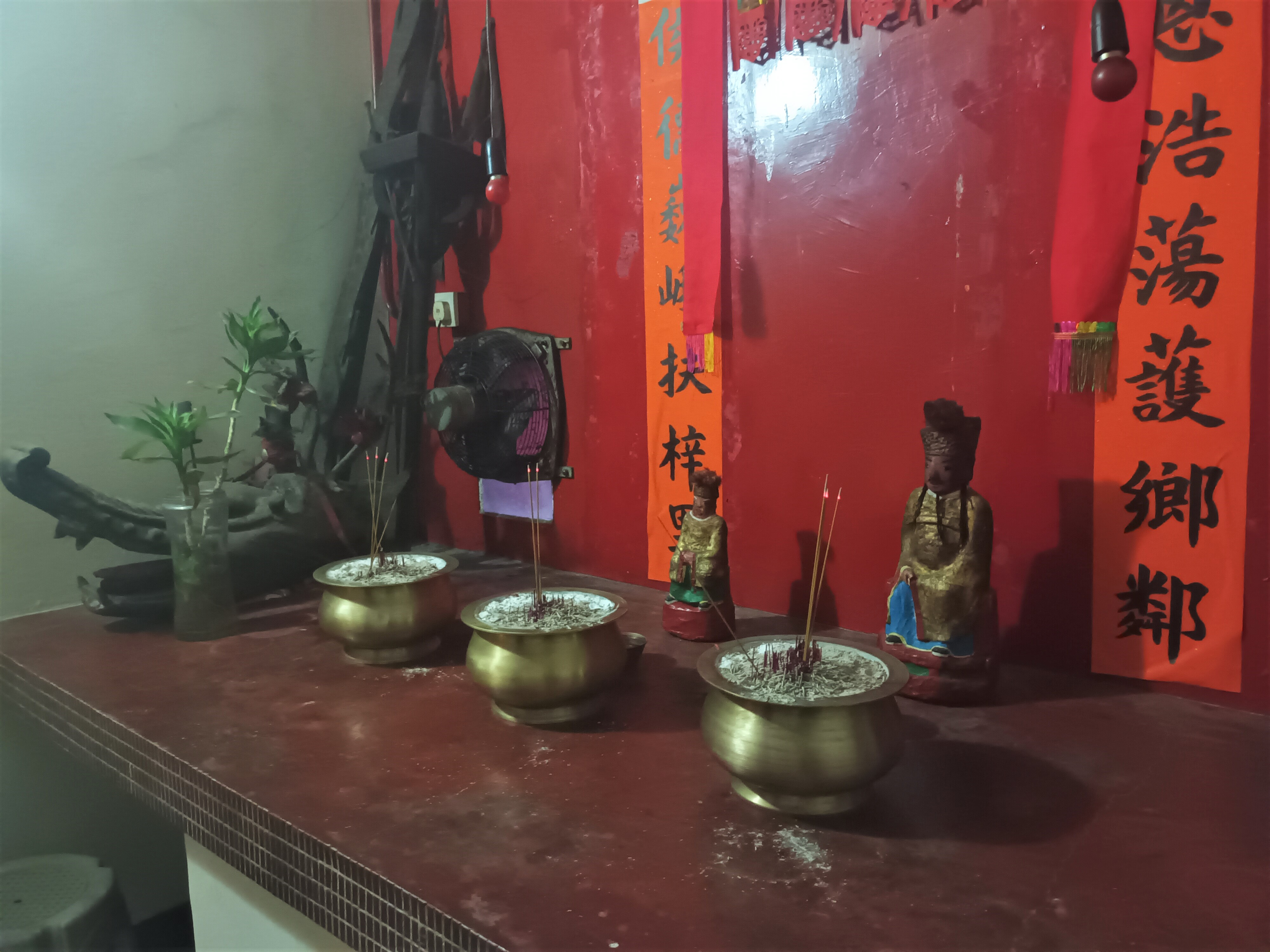
橋頭圍村祠內的神壇

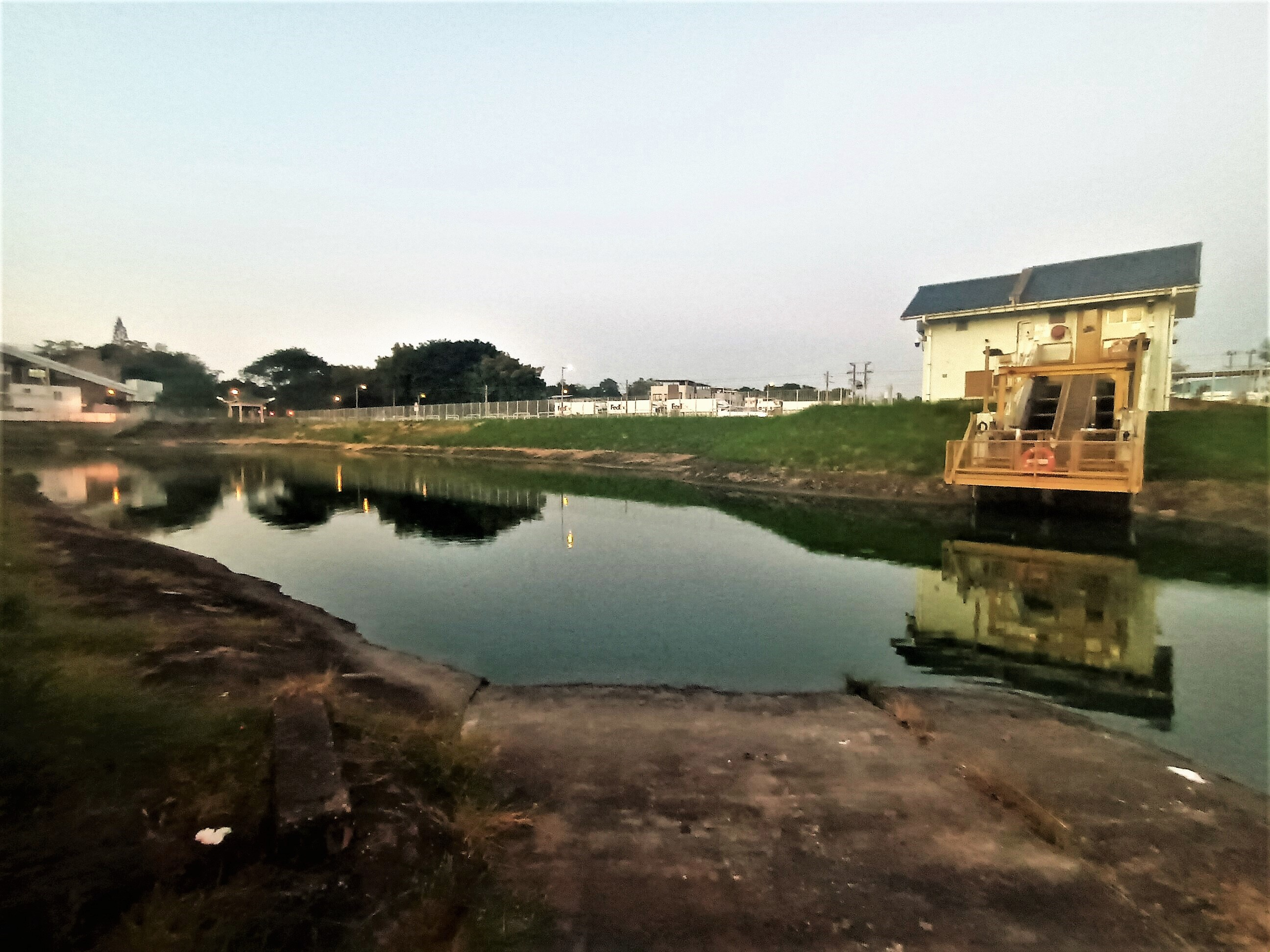
橋頭圍池塘

橋頭圍是新界小型屋宇政策下其中一條認可鄉村，亦為屏山鄉事委員會37個鄉郊代表之一。

## 歷史
橋頭圍是屏山鄧氏建立的「三圍六村」之一。「三圍六村」分別為：上璋圍、橋頭圍、灰沙圍、坑頭村、坑尾村、塘坊村、新村、洪屋村及新起村。
據1911年人口普查，橋頭圍人口為152人，當中男性71人。

## 外部連結
- 居民代表選舉橋頭圍（屏山）的劃定現有鄉村範圍（2019－2022年） （页面存档备份，存于）
- 古物古蹟辦事處「香港傳統中式建築資訊系統」：橋頭圍[]
- 關於橋頭圍的網站 （页面存档备份，存于）
- 橋頭圍圖片 （页面存档备份，存于）
- 橋頭圍祈安醮的圖片 （页面存档备份，存于）

22°26′35″N 114°00′15″E / 22.443011°N 114.004257°E